# Amsterdamsche Football Club Ajax 1979-1980
Questa voce raccoglie le informazioni riguardanti l'Amsterdamsche Football Club Ajax nelle competizioni ufficiali della stagione 1979-1980.

## Stagione
Durante questa stagione Cor Brom, che aveva conquistato un double nella stagione precedente, viene sostituito da Leo Beenhakker. 
La squadra partecipa alla Coppa dei Campioni, e grazie anche ai gol del capocannoniere Søren Lerby arriva abbastanza agevolmente in semifinale: vengono eliminati in successione HJK (doppio 8-1), Omonia (10-4 complessivo) e Strasburgo (4-0), prima di incontrare il Nottingham Forest. Sono però gli inglesi ad andare in finale (ed a vincere poi il trofeo): per loro vittoria per 2-0 in casa e sconfitta per 1-0 ad Amsterdam. Tuttavia la stagione prosegue con il raggiungimento della finale in KNVB beker: dopo aver sconfitto anche il PSV in semifinale i Lancieri perdono l'ultima sfida con i rivali del Feyenoord, che vincono per 3-1. In Eredivisie arriva invece la conquista del diciannovesimo titolo, con tre punti in più dell'AZ'67.
Ultima stagione nel club per Ruud Krol.

## Organigramma societario
Fonte
Area direttiva
- Presidente:  Ton Harmsen.

Area tecnica
- Allenatore:  Cor Brom fino 08/09/1979, poi  Leo Beenhakker.
- Allenatore in seconda:  Bobby Haarms

## Rosa
Fonte
| N. |                        | Ruolo | Calciatore      |
| -- | ---------------------- | ----- | --------------- |
|    | Paesi Bassi (bandiera) | P     | Peter Jager     |
|    | Paesi Bassi (bandiera) | P     | Piet Schrijvers |
|    | Paesi Bassi (bandiera) | P     | Sjaak Storm     |
|    | Paesi Bassi (bandiera) | D     | Peter Boeve     |
|    | Paesi Bassi (bandiera) | D     | Jan Everse      |
|    | Paesi Bassi (bandiera) | D     | René Kraay      |
|    | Paesi Bassi (bandiera) | D     | Ruud Krol       |
|    | Paesi Bassi (bandiera) | D     | Wim Meutstege   |
|    | Paesi Bassi (bandiera) | D     | Guido Pen       |
|    | Paesi Bassi (bandiera) | D     | Pim van Dord    |
|    | Paesi Bassi (bandiera) | D     | Piet Wijnberg   |
|    | Danimarca (bandiera)   | C     | Frank Arnesen   |

| N. |                        | Ruolo | Calciatore       |
| -- | ---------------------- | ----- | ---------------- |
|    | Paesi Bassi (bandiera) | C     | John Holshuijsen |
|    | Danimarca (bandiera)   | C     | Søren Lerby      |
|    | Paesi Bassi (bandiera) | C     | Dick Schoenaker  |
|    | Paesi Bassi (bandiera) | C     | Martin van Geel  |
|    | Paesi Bassi (bandiera) | C     | Kees Zwamborn    |
|    | Paesi Bassi (bandiera) | A     | Ton Blanker      |
|    | Paesi Bassi (bandiera) | A     | Karel Bonsink    |
|    | Danimarca (bandiera)   | A     | Henning Jensen   |
|    | Paesi Bassi (bandiera) | A     | Wim Kieft        |
|    | Paesi Bassi (bandiera) | A     | Tscheu La Ling   |
|    | Paesi Bassi (bandiera) | A     | Simon Tahamata   |

## Statistiche

### Statistiche di squadra
| Competizione       | Punti | Totale | Totale | Totale | Totale | Totale | Totale |
| Competizione       | Punti | G      | V      | N      | P      | Gf     | Gs     |
| ------------------ | ----- | ------ | ------ | ------ | ------ | ------ | ------ |
| Eredivisie         | 50    | 34     | 22     | 6      | 6      | 77     | 41     |
| KNVB beker         | -     | 7      | 4      | 2      | 1      | 20     | 13     |
| Coppa dei Campioni | -     | 8      | 5      | 2      | 1      | 31     | 8      |
| Totale             |       | 49     | 31     | 10     | 8      | 128    | 62     |

### Statistiche individuali
- Capocannoniere della Coppa dei Campioni
  - Søren Lerby (10 gol)